# Alfio Contini
Pour les articles homonymes, voir Contini.
Alfio Contini, né le 19 septembre 1927 à Castiglioncello (hameau de Rosignano Marittimo (Toscane)) et mort le 23 mars 2020 à Rome, est un directeur de la photographie italien, membre de l'AIC.

## Biographie
D'abord premier assistant opérateur ou cadreur sur une quinzaine de films sortis entre 1952 et 1960, Alfio Contini devient chef opérateur à l'occasion d'un film sorti cette dernière année.
Jusqu'en 2005, il dirige les prises de vues d'une centaine de films (majoritairement italiens, plus des films étrangers ou coproductions), dont La Marche sur Rome de Dino Risi (1962, avec Vittorio Gassman et Ugo Tognazzi), Les Troyennes de Michael Cacoyannis (1971, avec Katharine Hepburn et Vanessa Redgrave), Portier de nuit de Liliana Cavani (1974, avec Dirk Bogarde et Charlotte Rampling), ou encore le segment réalisé par Michelangelo Antonioni de Par-delà les nuages (1995, avec John Malkovich et Sophie Marceau).
En 1996, ce dernier film vaut à Alfio Contini une nomination au Ruban d'argent de la meilleure photographie et lui permet de gagner un David di Donatello dans la même catégorie.

## Filmographie partielle

### Premier assistant opérateur
- 1952 : Le Manteau (Il Cappotto) d'Alberto Lattuada
- 1952 : Fille dangereuse (Bufere) de Guido Brignone
- 1954 : Vierge moderne (Vergine moderna) de Marcello Pagliero

### Cadreur
- 1953 : Ivan, le fils du diable blanc (Il Figlio del diavolo bianco) de Guido Brignone
- 1955 : Cette folle jeunesse (Racconti romani) de Gianni Franciolini
- 1956 : Le Bigame (Il Bigamo) de Luciano Emmer
- 1959 : Le Confident de ces dames (Psicanalista per signora) de Jean Boyer
- 1959 : Le Maître de forges (Il Padrone delle ferriere) d'Anton Giulio Majano
- 1960 : La Vengeance d'Hercule (La Vendetta di Ercole) de Vittorio Cottafavi

### Directeur de la photographie
Cinéma
- 1960 : La Reine des barbares (La regina dei tartari) de Sergio Grieco
- 1961 : En pleine bagarre (Mani in alto) de Giorgio Bianchi
- 1961 : Accroche-toi, y'a du vent ! de Bernard Roland
- 1961 : Akiko de Luigi Filippo D'Amico
- 1962 : I due della legione straniera de Lucio Fulci
- 1962 : La Marche sur Rome (La marcia su Roma) de Dino Risi
- 1962 : Sodome et Gomorrhe (Sodoma e Gomorra) de Robert Aldrich
- 1962 : Le Fanfaron (Il sorpasso) de Dino Risi
- 1962 : Les Titans (Arrivano i titani) de Duccio Tessari
- 1963 : Les filous font la loi (Gli imbroglioni) de Lucio Fulci
- 1963 : Le Terroriste (Il terrorista) de Gianfranco De Bosio
- 1963 : Les Monstres (I mostri) de Dino Risi
- 1964 : I due pericoli pubblici de Lucio Fulci
- 1964 : Il giovedì de Dino Risi
- 1964 : Amore facile de Gianni Puccini
- 1965 : Slalom de Luciano Salce
- 1965 : Il gaucho de Dino Risi
- 1965 : L'Homme qui venait de Canyon City (L'uomo che viene da Canyon City) d'Alfonso Balcázar
- 1966 : Yankee de Tinto Brass
- 1966 : 17 monaci d'oro de Marino Girolami
- 1967 : Une rose pour tous (Una rosa per tutti) de Franco Rossi
- 1967 : Dieu pardonne... moi pas ! (Dio perdona... Io no !) de Giuseppe Colizzi
- 1967 : Per amore... per magia... de Duccio Tessari
- 1967 : Tue-moi vite, j'ai froid (Fai in fretta ad uccidermi... ho freddo !) de Francesco Maselli
- 1967 : Au diable les anges (Operazione San Pietro) de Lucio Fulci
- 1968 : L'Amour à cheval (La matriarca) de Pasquale Festa Campanile
- 1968 : Galileo de Liliana Cavani
- 1968 : Un couple pas ordinaire (Ruba al prossimo tuo) de Francesco Maselli
- 1970 : La Femme du prêtre (La moglie del prete) de Dino Risi
- 1970 : Zabriskie Point de Michelangelo Antonioni
- 1971 : La mortadella de Mario Monicelli
- 1971 : Meurtre par intérim (Un posto ideale per uccidere) d'Umberto Lenzi
- 1972 : Une bonne planque (Bianco, rosso e...') d'Alberto Lattuada
- 1973 : Sexe fou (Sessomatto) de Dino Risi
- 1973 : Avril rouge (Fury) d'Antonio Calenda
- 1973 : La Grosse Tête (Sono stato io !) d'Alberto Lattuada
- 1974 : Flavia la défroquée (Flavia, la monaca musulmana) de Gianfranco Mingozzi
- 1975 : Il gatto mammone de Nando Cicero
- 1976 : La Cage dorée (Cattivi pensieri) d'Ugo Tognazzi
- 1976 : Mimi Bluette (Mimì Bluette, fiore del mio giardino) de Carlo Di Palma
- 1977 : L'Homme de Corleone (L'uomo di Corleone) de Duilio Coletti
- 1978 : Geppo il folle d'Adriano Celentano
- 1979 : Un dramma borghese de Florestano Vancini
- 1979 : Mani di velluto de Castellano et Pipolo
- 1980 : Le Vieux Garçon (Il bisbetico domato) de Castellano et Pipolo
- 1980 : L'avvertimento de Damiano Damiani
- 1981 : Personne... n'est parfait ! (Nessuno è perfetto) de Pasquale Festa Campanile
- 1981 : La baraonda de Florestano Vancini
- 1981 : San-Antonio ne pense qu'à ça de Joël Seria
- 1982 : La Fille de Trieste (La ragazza di Trieste) de Pasquale Festa Campanile
- 1982 : Bingo Bongo de Pasquale Festa Campanile
- 1982 : Più bello di così si muore de Pasquale Festa Campanile
- 1983 : Il petomane de Pasquale Festa Campanile
- 1984 : Sole nudo de Tonino Cervi
- 1984 : Uno scandalo perbene de Pasquale Festa Campanile
- 1987 : Renegade (Renegade – Un osso troppo duro) d'Enzo Barboni
- 1988 : Treno di panna d'Andrea De Carlo
- 1988 : Zoo, l'appel de la nuit (Zoo) de Cristina Comencini
- 1988 : Se lo scopre Gargiulo d'Elvio Porta
- 1991 : Ange ou Démon (Un piede in paradiso) d'Enzo Barboni
- 1991 : Riflessi in un cielo scuro de Salvatore Maira
- 1995 : Par-delà les nuages (Al di là delle nuvole), segment de Michelangelo Antonioni
- 1996 : Uomini senza donne d'Angelo Longoni
- 2002 : Ripley s'amuse (Ripley's Game) de Liliana Cavani

Télévision
(téléfilms, sauf mention contraire)
- 1979 : Vestire gli ignudi de Luigi Filippo D'Amico
- 1990 : Série Le Gorille, saison 1, épisode 13 Le Gorille chez les Mandinguez de Denys Granier-Deferre
- 1995 : Morte di una strega de Cinzia TH Torrini
- 1998 : Un nero per casa de Gigi Proietti
- 2001 : Francesca e Nunziata de Lina Wertmüller

## Distinctions

### Nominations
- 1985 : David di Donatello du meilleur directeur de la photographie, pour Uno scandalo perbene.
- 1996 : Ruban d'argent de la meilleure photographie, pour Par-delà les nuages.

### Récompense
- 1996 : David di Donatello du meilleur directeur de la photographie, pour Par-delà les nuages.